# Gonzalo Sebastián García
Gonzalo Sebastián García (Capital Federal, Argentina, 6 de febrero de 1987) es un futbolista argentino. Juega como lateral por izquierda y su primer equipo fue Racing Club.

## Trayectoria
Surgido de Baby fútbol de la sede social de Villa del Parque de Racing Club, donde jugó desde los 5 años de edad. Luego, a los 11 años pasó a las divisiones inferiores de Racing.
Debutó en Racing Club el 8 de noviembre de 2006, en la derrota (2-3) frente a Banfield. En su primera fase en Racing, García jugó un total de 38 partidos, en los cuales fue amonestado 11 veces y expulsado en una ocasión. 
El punto más alto de su carrera quizás haya sido su intervención como integrante del plantel argentino que protagonizó las instancias del Campeonato Sudamericano Sub 20 en Paraguay, del 7 al 28 de enero de 2007. La Argentina finalizó segunda, y logró la clasificación para los Juegos Olímpicos de Beijing (China) 2008. Un plantel muy familiar, puesto que compartió escenario con viejos compañeros de las inferiores racinguistas tales como el arquero Sergio Romero, el lateral derecho Gabriel Mercado, el mediocampista central Matías Sánchez y el enganche Maximiliano Moralez. En aquella competición, García jugó con la casaca N.º 13 en 8 ocasiones.
Sufrió la fractura del hueso occipital de su cráneo tras recibir un pelotazo de su compañero en Racing, Marcos Cáceres, a los dos minutos de comenzado un partido ante Rosario Central, que lo desvaneció y lo obligó a ser internado por 48 horas, en mayo del 2008.
Luego llegaría la competición mundialista en Canadá, pero García quedó desafectado de la convocatoria por una lesión muscular, de acuerdo a lo informado en su oportunidad, dudosa por cierto por haber sido inmediatamente convocado por el cuerpo técnico de Racing Club para la pretemporada que venía realizando esta institución, siendo utilizado en los partidos de preparatoria.
Fue cedido a préstamo al Club Atlético Huracán en 2009, donde jugó la Temporada 2009/2010 en un total de 21 ocasiones (4 amonestaciones, 1 expulsión). Ya de vuelta en Racing, fueron 14 los encuentros que lo tuvieron como protagonista dentro del campo de juego, con 2 amonestaciones. Obtuvo el subcampeonato de la Copa Argentina en 2012.
Pasó al Club Olimpo en 2012 a préstamo sin cargo y con opción de compra, donde jugó 13 partidos, siendo amonestado en una ocasión. Con el equipo de Bahía Blanca obtuvo el ascenso a la Primera División del Fútbol Argentino.
Llega a comienzos de 2014 al Club Atlético Platense de la B Metropolitana, tercera división del fútbol argentino, tras estar 6 meses sin jugar. Apenas jugó 6 partidos y metió su primer gol en el 4-0 a Flandria en Jáuregui.
En 2015, luego de que se caigan ofertas del exterior y estar nuevamente 6 meses sin club, fichó en el Club Almirante Brown, también de la Primera B Metropolitana. En el club de Isidro Casanova totalizó 26 partidos y convirtió un golazo, en la derrota (1-2) con Estudiantes de Caseros. No logró destacarse en un equipo que cumplió una floja campaña.
Para la temporada 2016 firmó un contrato por un año y medio con el Club Atlético Nueva Chicago de la Primera B Nacional, segunda división del fútbol argentino. Durante el campeonato, disputó 11 partidos de los 21 que jugó su equipo.
El 31 de enero de 2018, "Dardito" García fichó por Racing Club de Ferrol, de la prestigiosa liga española.

## Clubes
Actualizado al 24 de febrero de 2020
| Equipo                                  | Div.                | Temporada           | Liga     | Liga  | Copa Nacional(1) | Copa Nacional(1) | Copa Internacional | Copa Internacional | Total    | Total |
| Equipo                                  | Div.                | Temporada           | Partidos | Goles | Partidos         | Goles            | Partidos           | Goles              | Partidos | Goles |
| Racing Club Argentina                   | 1.ª                 |                     |          |       |                  |                  |                    |                    |          |       |
| Racing Club Argentina                   | 1.ª                 | 2006-07             | 17       | 0     | -                | -                | -                  | -                  | 17       | 0     |
| Racing Club Argentina                   | 1.ª                 | 2007-08             | 15       | 0     | -                | -                | -                  | -                  | 15       | 0     |
| Racing Club Argentina                   | 1.ª                 | 2008-09             | 5        | 0     | -                | -                | -                  | -                  | 5        | 0     |
| Racing Club Argentina                   | 1.ª                 | 2010-11             | 4        | 0     | -                | -                | -                  | -                  | 4        | 0     |
| Racing Club Argentina                   | 1.ª                 | 2008-09             | 0        | 0     | 1                | 0                | -                  | -                  | 1        | 0     |
| Racing Club Argentina                   | Total               | Total               | 41       | 0     | 1                | 0                | -                  | -                  | 42       | 0     |
| Huracán Argentina                       | 1.ª                 |                     |          |       |                  |                  |                    |                    |          |       |
| Huracán Argentina                       | 1.ª                 | 2009-10             | 21       | 0     | -                | -                | -                  | -                  | 21       | 0     |
| Huracán Argentina                       | Total               | Total               | 21       | 0     | -                | -                | -                  | -                  | 21       | 0     |
| Olimpo Argentina                        | 2.ª                 |                     |          |       |                  |                  |                    |                    |          |       |
| Olimpo Argentina                        | 2.ª                 | 2012-13             | 12       | 0     | 4                | 0                | -                  | -                  | 16       | 0     |
| Olimpo Argentina                        | Total               | Total               | 12       | 0     | 4                | 0                | -                  | -                  | 16       | 0     |
| Platense Argentina                      | 3.ª                 |                     |          |       |                  |                  |                    |                    |          |       |
| Platense Argentina                      | 3.ª                 | 2013-14             | 6        | 1     | -                | -                | -                  | -                  | 6        | 1     |
| Platense Argentina                      | Total               | Total               | 6        | 1     | -                | -                | -                  | -                  | 6        | 1     |
| Almirante Brown Argentina               | 3.ª                 |                     |          |       |                  |                  |                    |                    |          |       |
| Almirante Brown Argentina               | 3.ª                 | 2015                | 28       | 1     | 1                | 0                | -                  | -                  | 29       | 1     |
| Almirante Brown Argentina               | Total               | Total               | 28       | 1     | 1                | 0                | -                  | -                  | 29       | 1     |
| Nueva Chicago Argentina                 | 2.ª                 |                     |          |       |                  |                  |                    |                    |          |       |
| Nueva Chicago Argentina                 | 2.ª                 | 2016                | 12       | 0     | -                | -                | -                  | -                  | 12       | 0     |
| Nueva Chicago Argentina                 | Total               | Total               | 12       | 0     | -                | -                | -                  | -                  | 12       | 0     |
| Defensores de Belgrano Argentina        | 3.ª                 | 2016-17             | 10       | 0     | -                | -                | -                  | -                  | 10       | 0     |
| Defensores de Belgrano Argentina        | Total               | Total               | 10       | 0     | -                | -                | -                  | -                  | 10       | 0     |
| Racing Club de Ferrol · España          | 3.ª                 |                     |          |       |                  |                  |                    |                    |          |       |
| Racing Club de Ferrol · España          | 3.ª                 | 2017-18             | 7        | 0     | -                | -                | -                  | -                  | 7        | 0     |
| Racing Club de Ferrol · España          | Total               | Total               | 7        | 0     | -                | -                | -                  | -                  | 7        | 0     |
| All Boys Argentina                      | 3.ª                 | 2018-19             | 18       | 0     | 1                | 0                | -                  | -                  | 19       | 0     |
| All Boys Argentina                      | 2.ª                 | 2019-20             | 7        | 0     | -                | -                | -                  | -                  | 7        | 0     |
| All Boys Argentina                      | Total               | Total               | 18       | 0     | 1                | 0                | -                  | -                  | 19       | 0     |
| Total en su carrera                     | Total en su carrera | Total en su carrera | 162      | 2     | 7                | 0                | -                  | -                  | 169      | 2     |
| (1) Incluye datos de la Copa Argentina. |                     |                     |          |       |                  |                  |                    |                    |          |       |

Fuente: Soccerway.com